# بگو… عاشقم هستی
بگو… عاشقم هستی (انگلیسی: Kaho Naa... Pyaar Hai) فیلمی هندی در سبک رمانتیک به کارگردانی راکیش روشن است که در سال ۲۰۰۰ منتشر شد.
در ابتدا کارینا کاپور به عنوان نقش اول زن و به جای آمیشا پاتل بازی کرد و تا روز اول، فیلمبرداری نیز انجام شد اما با دخالت مادر کارینا به دلیل مشکل با راکیش روشن، نقش به پاتل رسید و باعث شد که زوج هنری روشن، کاپور فیلم خاطرات را به عنوان اولین فیلم در کنار هم تجربه کنند.

## بازیگران
- هریتک روشن
- آمیشا پاتل
- انوپم کهیر
- ساتیش شاه
- فریدا جلال
- جانی لور